# Třída Sauro
Třída Sauro byla třída meziválečných torpédoborců italského královského námořnictva. Celkem byly postaveny čtyři jednotky této třídy. Ve službě byly v letech 1926–1941. Všechny byly za potopeny za druhé světové války.

## Stavba
Celkem byly postaveny čtyři jednotky této třídy, zařazené do služby v letech 1926–1927. Jednalo se o vylepšenou verzi předcházející třídy Sella se zesílenou výzbrojí (dvojité oba hlavní kanóny a trojité torpédomety). Stavbu provedly loděnice Odero v Sestri Ponente a CNQ ve Fiume.
Jednotky třídy Sauro:
| Jméno           | Založení kýlu | Spuštěna | Vstup do služby | Osud |
| --------------- | ------------- | -------- | --------------- | --- |
| Cesare Battisti | 1924          | 1926     | duben 1927      | Nasazen v Italské východní Africe. Dne 3. dubna 1941 byl v Rudém moři poškozen britským náletem a po najetí na souš byl zničen vlastní posádkou, aby nebyl zajat Brity.     |
| Daniele Manin   | 1924          | 1925     | březen 1927     | Nasazen v Italské východní Africe. Dne 3. dubna 1941 byl v Rudém moři potopen bombardéry Fairey Swordfish.                                                                  |
| Francesco Nullo | 1924          | 1925     | duben 1927      | Dne 21. října 1940 kvůli poškození způsobenému britským torpédoborcem HMS Kimberley najel na břeh v Rudém moři a následně byl zničen britskými bombardéry Bristol Blenheim. |
| Nazario Sauro   | 1924          | 1926     | září 1926       | Nasazen v Italské východní Africe. Dne 3. dubna 1941 byl v Rudém moři potopen bombardéry Fairey Swordfish.                                                                  |

## Konstrukce

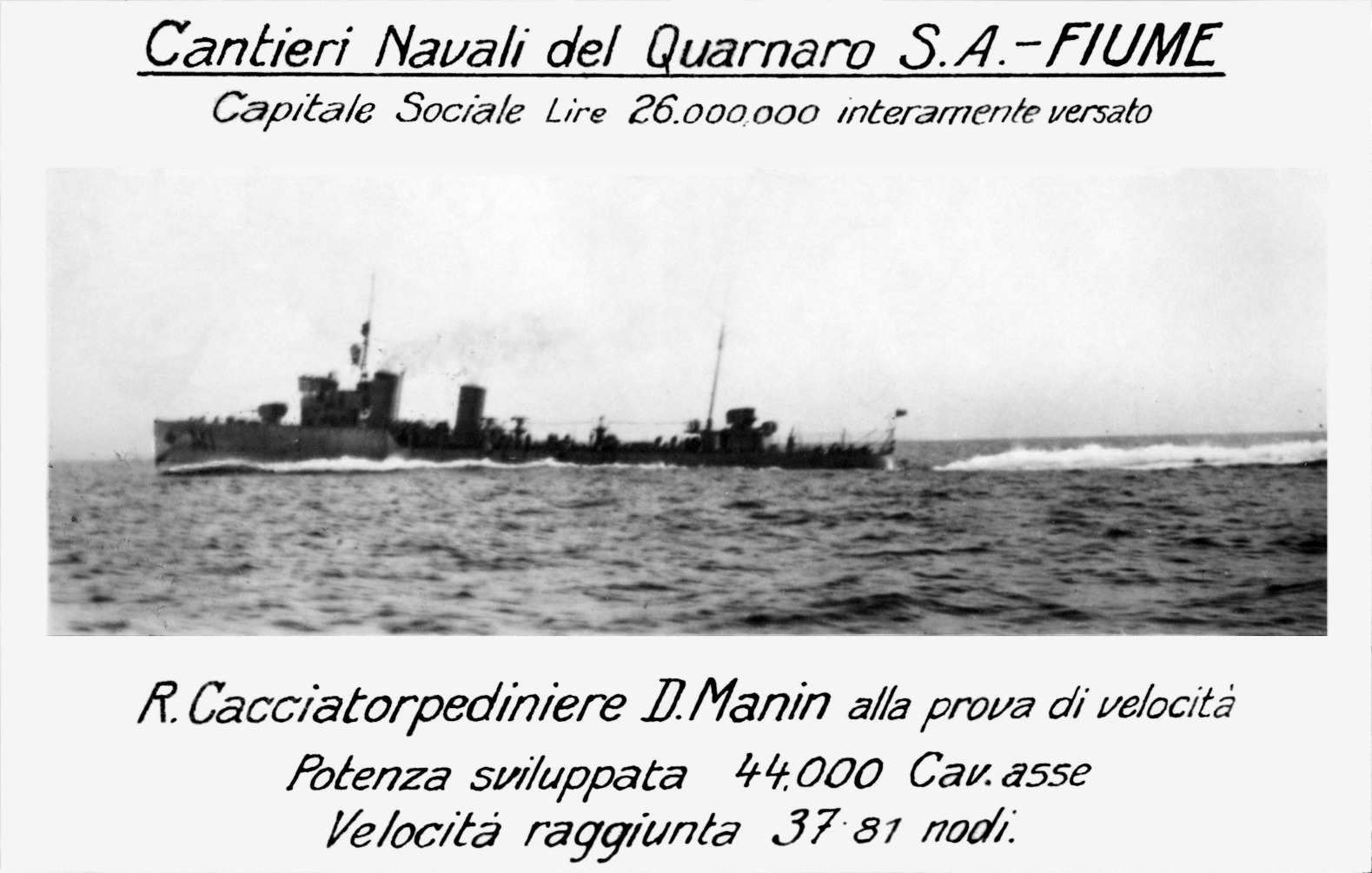
Daniele Manin

Výzbroj tvořily čtyři 120mm kanóny ve dvoudělových věžích, dva 40mm protiletadlové kanóny, dva 13,2mm kulomety a dva trojhlavňové 533mm torpédomety. Plavidla rovněž mohla naložit až 52 min. Pohonný systém tvořily tři kotle a dvě turbíny o výkonu 36 000 hp, pohánějící dva lodní šrouby. Nejvyšší rychlost dosahovala 35 uzlů. Dosah byl 2600 námořních mil při rychlosti 12 uzlů.